# Nevestino (distrikt)
Nevestino (bulgariska: Невестино) är ett distrikt i Bulgarien.   Det ligger i kommunen Obsjtina Karnobat och regionen Burgas, i den östra delen av landet, 300 km öster om huvudstaden Sofia.
Trakten runt Nevestino består till största delen av jordbruksmark. Runt Nevestino är det ganska glesbefolkat, med 34 invånare per kvadratkilometer.